# Jacques Vilfrid
Jacques Vilfrid, de son vrai nom Jacques Anfrie, est un dialoguiste, réalisateur, scénariste et producteur français, né le 23 janvier 1923 dans le 15e arrondissement de Paris et mort le 28 janvier 1988 à Château-Thierry.

## Biographie
De sa complicité avec le réalisateur Jean Girault sont nées les comédies les plus populaires des années 1960 et 1970. Préférant rester dans l'ombre, Jacques Vilfrid a écrit des textes d'un haut degré comique, offrant à Louis de Funès certains de ses meilleurs rôles et répliques (notamment dans la série du Gendarme mais également dans Pouic-Pouic, Faites sauter la banque !, Les Grandes Vacances et Jo).
Il meurt en 1988 d'un cancer du poumon.

### Vie privée
Il est le fils de Louis Vilfrid. Il eut une fille d'un premier mariage et vécut ses dernières années dans le village d'Armentières-sur-Ourcq avec sa nouvelle compagne, Marie-Louise Jourdanet, décédée le 1er novembre 2012.

## Filmographie

### Au cinéma
- 1950 : Si ça peut vous faire plaisir de Jacques Daniel-Norman, (assistant réalisateur)
- 1952 : Un jour avec vous de Jean-René Legrand (scénario et dialogues)
- 1952 : L'Amour toujours l'amour de Maurice de Canonge (scénario et dialogues)
- 1953 : Boum sur Paris de Maurice de Canonge (assistant réalisateur)
- 1954 : Les femmes s'en balancent (dialogues)
- 1954 : Votre dévoué Blake (scénario)
- 1955 : Cherchez la femme (scénario et dialogues)
- 1955 : Plus de whisky pour Callaghan (dialogues)
- 1957 : L'Ami de la famille (dialogues)
- 1957 : Le Triporteur (scénario)
- 1957 : Vacances explosives (dialogues)
- 1958 : Ces dames préfèrent le mambo (dialogues)
- 1958 : Chéri, fais-moi peur (scénario)
- 1959 : Les Livreurs (scénario et dialogues)
- 1959 : L'Increvable (scénario et dialogues)

- 1960 : Robinson et le Triporteur (scénario)
- 1960 : Les Pique-assiette (scénario et dialogues)
- 1960 : Les Moutons de Panurge (dialogues)
- 1961 : Un Martien à Paris (dialogues)
- 1961 : Les Nouveaux Aristocrates (scénario et dialogues)
- 1962 : Nous irons à Deauville (scénario, adaptation et dialogues)
- 1962 : C'est pas moi, c'est l'autre (scénario)
- 1962 : Les Veinards (adaptation et dialogues) seulement les sketchs suivants : Le Vison, Le Repas gastronomique et Le Yacht
- 1963 : Les Bricoleurs (scénario et dialogues)
- 1964 : Pouic-Pouic (scénario et adaptation - caméo au début du film)
- 1964 : Le Gendarme de Saint-Tropez (dialogues)
- 1964 : Faites sauter la banque (scénario)
- 1964 : Les Gros bras (scénario)
- 1964 : Jaloux comme un tigre (scénario)
- 1964 : Les Gorilles (scénario et dialogues)
- 1965 : Le Gendarme à New York (adaptation et dialogues)
- 1966 : Monsieur le président-directeur général (scénario et dialogues)
- 1967 : Les Grandes Vacances (scénario, adaptation et dialogues)
- 1968 : Un drôle de colonel (scénario et dialogues)
- 1968 : Le Gendarme se marie (dialogues)
- 1968 : La Blonde de Pékin (adaptation et dialogues)
- 1969 : La Maison de campagne (scénario)
- 1969 : Hibernatus (dialogue)

- 1970 : Des vacances en or (scénario)
- 1970 : Le Gendarme en balade (scénario)
- 1971 : Jo (scénario)
- 1971 : Le Juge (dialogues)
- 1972 : Les Charlots font l'Espagne (dialogues)
- 1973 : Le Concierge (scénario et dialogue)
- 1974 : Deux grandes filles dans un pyjama (scénario)
- 1974 : Le Permis de conduire (scénario et dialogues)
- 1974 : Les murs ont des oreilles (adaptation et dialogues)
- 1975 : L'intrépide (scénario et dialogues)
- 1976 : L'Année sainte (dialogues)
- 1977 : Le mille-pattes fait des claquettes (scénario et dialogues)
- 1978 : L'Horoscope (scénario)
- 1978 : Plein les poches pour pas un rond (scénario)
- 1979 : Le Gendarme et les Extra-terrestres (dialogues)

- 1981 : Ach du lieber Harry (dialogues et adaptation)
- 1982 : Le Gendarme et les Gendarmettes (scénario, adaptation et dialogues)
- 1982 : On n'est pas sorti de l'auberge  (dialogues)
- 1988 : Corps z'a corps (scénario)

### À la télévision
- 1961 : On vous écrira (scénario)
- 1962 : Kickengrogne (scénario)
- 1966 : Au théâtre ce soir : L'amour toujours l'amour (scénario et dialogues)
- 1966 : Les Globe-trotters (scénario) série télévisée
- 1971 : Au théâtre ce soir : S.O.S. homme seul (scénario)
- 1978 : Sam et Sally (scénario et dialogues) série télévisée seulement les épisodes suivants : La corne d'antilope, Le Collier, Bedelia et Isabelita

## Théâtre
Auteur
- 1951 : L'Amour, toujours l'amour de Jacques Vilfrid et Jean Girault, mise en scène Pierre Mondy, Théâtre Antoine
- 1952 : Sans cérémonie de Jacques Vilfrid et Jean Girault, Théâtre Daunou
- 1969 : S.O.S. Homme seul de Jacques Vilfrid et Jean Girault, mise en scène Michel Vocoret, Théâtre des Nouveautés